# Grebenka (vattendrag i Vitryssland)
Grebenka (ryska: Гребенка) är ett vattendrag i Belarus.   Det ligger i voblasten Minsks voblast, i den centrala delen av landet, 30 km söder om huvudstaden Minsk.
Omgivningarna runt Grebenka är en mosaik av jordbruksmark och naturlig växtlighet. Runt Grebenka är det ganska glesbefolkat, med 32 invånare per kvadratkilometer.